# Гарри Поттер и Дары Смерти: часть 1 (саундтрек)
| Оценки критиков        | Оценки критиков |
| Источник               | Оценка |
| ---------------------- | --- |
| AllMusic               | 3,5 из 5 звёзд · 3,5 из 5 звёзд · 3,5 из 5 звёзд · 3,5 из 5 звёзд · 3,5 из 5 звёзд                                                                            |
| BBC                    | Positive |
| Empire                 | 4 из 5 звёзд · 4 из 5 звёзд · 4 из 5 звёзд · 4 из 5 звёзд · 4 из 5 звёзд                                                                                      |
| Filmtracks             | 3 из 5 звёзд · 3 из 5 звёзд · 3 из 5 звёзд · 3 из 5 звёзд · 3 из 5 звёзд                                                                                      |
| IGN                    | 8 из 10 звёзд · 8 из 10 звёзд · 8 из 10 звёзд · 8 из 10 звёзд · 8 из 10 звёзд · 8 из 10 звёзд · 8 из 10 звёзд · 8 из 10 звёзд · 8 из 10 звёзд · 8 из 10 звёзд |
| Movie Music UK         | 5 из 5 звёзд · 5 из 5 звёзд · 5 из 5 звёзд · 5 из 5 звёзд · 5 из 5 звёзд                                                                                      |
| Movie Wave             | 4,5 из 5 звёзд · 4,5 из 5 звёзд · 4,5 из 5 звёзд · 4,5 из 5 звёзд · 4,5 из 5 звёзд                                                                            |
| Shadowlocked           | 4 из 5 звёзд · 4 из 5 звёзд · 4 из 5 звёзд · 4 из 5 звёзд · 4 из 5 звёзд                                                                                      |
| Tracksounds            | 8 из 10 звёзд · 8 из 10 звёзд · 8 из 10 звёзд · 8 из 10 звёзд · 8 из 10 звёзд · 8 из 10 звёзд · 8 из 10 звёзд · 8 из 10 звёзд · 8 из 10 звёзд · 8 из 10 звёзд |
| Film Score Reflections | 4 из 5 звёзд · 4 из 5 звёзд · 4 из 5 звёзд · 4 из 5 звёзд · 4 из 5 звёзд                                                                                      |

«Гарри Поттер и Дары Смерти: часть 1 (саундтрек)» (англ. Harry Potter and the Deathly Hallows – Part 1 (Original Motion Picture Soundtrack)) — альбом, релиз которого состоялся в ноябре 2010 года, содержит в себе композиции, вошедшие в саундтрек седьмого фильма из серии о Гарри Поттере — «Гарри Поттер и Дары Смерти: часть 1». На смену Николасу Хуперу, который написал музыку к пятому и шестому фильму, пришёл известный французский композитор Александр Деспла. Общая длительность композиций составила — 73 минуты 38 секунд.
Александр Деспла был номинирован на премию «Спутник» в номинации «Лучшая музыка к фильму».

## История и маркетинг
Музыку Александр начала писать летом 2010 года, а запись оркестра началась 14 августа в студии Эбби-Роуд.
25 октября на бельгийском сайте был опубликован трек-лист. На следующий день стали доступны 30-секундные отрывки композиций саундтрека на сайте Amazon.
29 октября Warner Bros. опубликовал закулисье записи саундтрека, в которое также вошло интервью композитора, а также рассказ Дэвида Бэррона и Дэвида Хеймана, почему они выбрали Александра.
Компания также выпустила 21 декабря ограниченным тиражом коллекционный набор, в который, помимо оригинального саундтрека, входил также бонус-диск, плакат, DVD-диск с интервью актёров и ноты с автографом Деспла.

## Список композиций
| №                   | Название                                                     | Длительность |
| ------------------- | ------------------------------------------------------------ | ------------ |
| 1.                  | «Obliviate» (Забвение)                                       | 3:01         |
| 2.                  | «Snape to Malfoy Manor» (Снегг прибывает в поместье Малфоев) | 1:58         |
| 3.                  | «Polyjuice Potion» (Оборотное зелье)                         | 3:32         |
| 4.                  | «Sky Battle» (Небесная битва)                                | 3:48         |
| 5.                  | «At the Burrow» (В Норе)                                     | 2:35         |
| 6.                  | «Harry and Ginny» (Гарри и Джинни)                           | 1:43         |
| 7.                  | «The Will» (Завещание)                                       | 3:39         |
| 8.                  | «Death Eaters» (Пожиратели смерти)                           | 3:14         |
| 9.                  | «Dobby» (Добби)                                              | 3:48         |
| 10.                 | «Ministry of Magic» (Министерство магии)                     | 1:46         |
| 11.                 | «Detonators» (Обманки)                                       | 2:23         |
| 12.                 | «The Locket» (Медальон)                                      | 2:52         |
| 13.                 | «Fireplaces Escape» (Побег через камины)                     | 2:53         |
| 14.                 | «Ron Leaves» (Рон уходит)                                    | 2:35         |
| 15.                 | «The Exodus» (Бегство)                                       | 1:37         |
| 16.                 | «Godric's Hollow Graveyard» (Кладбище Годриковой впадины)    | 3:15         |
| 17.                 | «Bathilda Bagshot» (Батильда Бэгшот)                         | 3:54         |
| 18.                 | «Hermione's Parents» (Родители Гермионы)                     | 5:50         |
| 19.                 | «Destroying the Locket» (Уничтожение медальона)              | 1:10         |
| 20.                 | «Ron's Speech» (Объяснение Рона)                             | 2:16         |
| 21.                 | «Lovegood» (Лавгуд)                                          | 3:27         |
| 22.                 | «The Deathly Hallows» (Дары Смерти)                          | 3:17         |
| 23.                 | «Captured and Tortured» (Пленение и пытка)                   | 2:56         |
| 24.                 | «Rescuing Hermione» (Спасение Гермионы)                      | 1:50         |
| 25.                 | «Farewell to Dobby» (Прощание с Добби)                       | 3:43         |
| 26.                 | «The Elder Wand» (Бузинная палочка)                          | 1:36         |
| Общая длительность: | Общая длительность:                                          | 73:38        |

- «Polyjuice Potion», «Sky Battle» и «The Will» содержат мелодию «Hedwig’s Theme», написанную Джоном Уильямсом.
- Гарри и Гермиона танцуют под композицию Ника Кейва «O Children»[8].

| №  | Название                           | Длительность |
| -- | ---------------------------------- | ------------ |
| 1. | «Voldemort»                        | 4:18         |
| 2. | «The Dumbledores»                  | 2:09         |
| 3. | «Bellatrix»                        | 2:11         |
| 4. | «Making of the Soundtrack (видео)» | 3:50         |

| №  | Название                                       | Длительность |
| -- | ---------------------------------------------- | ------------ |
| 1. | «Voldemort»                                    | 4:18         |
| 2. | «Grimmauld Place»                              | 2:13         |
| 3. | «The Dumbledores»                              | 2:09         |
| 4. | «The Tale of the Three Brothers»               | 1:53         |
| 5. | «Bellatrix»                                    | 2:11         |
| 6. | «My Love Is Always Here (слова Gerard McCann)» | 3:05         |

## Успех саундтрека
- Деспла попал в номинацию «Лучшая музыка к фильму» премии «Спутник»[3].
- В октябре 2010 года саундтрек попал в чарт Топ-20 CineRadio[9] и продержался в двадцатке до декабря 2011 года[10].
- В чарте «Независимые альбомы» саундтрек дебютировал на 6 строчке[11].
- Альбом достиг 4 места в чарте «Лучшие саундтреки», по версии журнала Billboard[12].
- В чарте «Лучшие альбомы» саундтрек занял 63 позицию[13], а в чарте «Лучшие продажи альбомов» и Billboard 200 — 74 строчку[14][15].